# Шушинский, Фирудин
Фирудин Шушинский (азерб. Firudin Şuşinski, настоящая фамилия Фирудин Магомед оглы Гасанов; 20 октября 1925, Шуша — 25 октября 1997, Баку) — азербайджанский и советский музыковед и исследователь, автор более 400 статей и очерков. Заслуженный деятель искусств Азербайджанской ССР.

## Биография
Фирудин Гасанов родился 20 октября 1925 года в городе Шуша.  Его отец Мухаммед бек, из рода Мухаммеда Джафара, а мать Саяра ханум происходила из рода Джаванширов. Мухаммед бек дружил с писателем, филологом, переводчиком и государственным деятелем Фиридун-беком Кочарлинским и поэтому своего сына назвал в его честь.  
Фирудин Шушинский рос в музыкальной среде, слышал исполнение знаменитых композиторов, музыкантов, исполнителей мугама, вокалистов своего времени. И, конечно же, это способствовало все большему его увлечению музыкой. Заметив увлеченность сына музыкой, Мамед бек в 1931 году определил его в музыкальную школу города Шуша, где Фирудин проучился три года по классу скрипки. Наряду с этим он с отличием закончил среднюю школу. После окончания Шушинского педагогического училища был направлен в качестве учителя в школу села Малыбейли, где преподавал всего четыре месяца. 
В 1942 году отправился на фронт Великой Отечественной войны. В составе 65-й армии генерала Батова участвовал в Курской битве. Как командир артиллерийского орудия, за проявленное мужество был лично награжден генералом К.К. Рокосовским медалью «За отвагу», а впоследствии и орденом «Красного Знамени». Победу 9 мая он встретил в Кёнингсберге.
Вернувшись после войны, некоторое время работал учителем литературы в школе города Агдам. В 1946 году приехал в Баку для получения высшего образования. Поступил на исторический факультет Азербайджанского государственного университета. С целью серьёзно заняться историей родного Карабаха, Фирудин Шушинский много времени проводил в архивах. В 1948 году Самед Вургун поручил Шушинскому подготовить материал на тему «Вагиф и Карабах». Эта статья была первой опубликованной работой Шушинского.
Также Шушинский интересовался биографией Наримана Нариманова, несмотря на резкую критику в адрес последнего в те годы. После окончания университета преподавал историю в школах № 45 и 61 города Баку.
В 1968 году была опубликована книга Фирудина Шушинского «Шуша», посвящённая истории и знаменитым личностям его родного города Шуша. В 70-е годы Шушинский занимался исследованием биографий азербайджанских народных музыкантов. Один за другим выходили его книги про Джаббара Каръягдыоглы, Сеида Шушинского. В 1979 году в Москве была опубликована его книга «Народные певцы и музыканты Азербайджана». В 2007 году по инициативе Национального архивного управления Азербайджанской Республики на основе собранных Шушинским материалов была издана книга «Садыхджан», посвящённая жизни и творчеству тариста Мирза Садыха.
Скончался Фирудин Шушинский 25 октября 1997 года. Согласно собственному завещанию, был похоронен на «Кладбище Шахидов» в городе Барда.

## Некоторые работы
- Певец любви. — Лит. Азербайджан 1966 № 6, с. 109—111. Об азерб. народном певце-ханенде XIX в. Саттаре.
- Сеид Шушинский. [Нар. артист Аз. ССР]. — Баку, 1966. 111 с. с ил.: 1 л. портр. 3000 экз. 67 к. На азерб. яз.
- Жемчужина нашей музыкальной культуры. Лит. Азербайджан, 1967, № 4, с. 119 — 123 с портр. К творческой биографии азерб. нар. певца Д. Карягды-оглы.
- Родина талантов. — В кн.: Шушинский Ф. Шуша. — Баку, Азерб. гос. изд-во, 1968, с. 98 — 131 с портр. Об азербайджанских музыкантах, выходцах из г. Шуша.
- Волшебное искусство. — «Лит. Азербайджан», 1968, № 6, с. 152—154 с портр. О таристе-виртуозе Курбане Примове (1880—1965).
- Свечение таланта. К 80-летию со дня рождения А. Оганезашвили. — «Лит. Азербайджан», 1969, № 7, с. 153—156
- Народные музыканты Азербайджана. [Вступит. статья М. Ибрагимова]. — Баку, «Азернешр», 1970. 363 с. с ил. На азерб. яз. 35 000 экз.